# Open Air Campaigners
Open Air Campaigners (OAC) ist ein internationales Missionswerk. Dieses Missionswerk hat die spezielle Zielsetzung, missionarische Einsätze im Freien zu organisieren bzw. mit zu gestalten. Dazu gehören Veranstaltungen in Fußgängerzonen, auf Campingplätzen, an Badestränden und in Wohnsiedlungen.

## Verbreitung
Das Missionswerk hat heute feste Missionszweige in über 25 Ländern mit über 200 vollzeitlichen und weiteren teilzeitlichen Evangelisten. Im Rahmen von Kurzzeiteinsätzen werden aber Menschen in weit mehr Ländern erreicht. So wird zum Beispiel von Deutschland aus in der Slowakei, in Ungarn und in weiteren Ländern Zentral- und Osteuropas gearbeitet.

### OAC in Deutschland
OAC-Missionsteams e.V., der deutsche Zweig von OAC, versteht sich als verlängerter Arm lokaler christlicher Gemeinden, mit denen er auf Basis der Evangelischen Allianz eng zusammenarbeitet. Von Deutschland aus finden zahlreiche Seminare und missionarische Einsätze in Zentral- und Osteuropa, vornehmlich in der Slowakei und in Ungarn, statt. Leiter des deutschen Zweiges ist Evangelist Ulrich Hofius. Die deutsche Missionszentrale befindet sich in Neunkirchen (Siegerland).

### OAC in Österreich
Begonnen durch Ulrich Hofius und Korky Davey (OAC-GB), ist der österreichische Zweig mittlerweile selbstständig. Dieser Zweig nennt sich OAC Österreich Chr. Freiversammlungsdienst. Auch in Österreich arbeitet OAC auf der Grundlage der Evangelischen Allianz. Leiter ist Evangelist Stefan Höfler.

## Methodik
Die Mitarbeiter von OAC setzen bei ihren Veranstaltung gerne visuelle Hilfsmittel wie Gospelmagic, Pantomime und „Sketchboard Evangelism“ (Verkündigung mit Pinsel, Farbe und Tafel) ein. Ziel von Open Air Campaigners ist dabei neben der Missionstätigkeit vor allem die Schulung und Zurüstung örtlicher Gemeinden.

## Geschichte
Die Wurzeln von Open Air Campaigners liegen in Australien. Am 10. März 1892 wurde die „Coogee Open Air Mission“ gegründet. Schnell wurden Freiversammlungseinsätze an Badestränden und im Stadtzentrum von Sydney zur Regel.
Mit dem ersten „Evangeliumswagen“ kam ein neuer Name: Open Air Campaigners. Am Strand von Coogee entstand eine Open Air - Sonntagsschule und für die Bevölkerung von Sydney wurde die Goulburn Street zur „Open Air Cathedral“.
Bei einer Ausstellung entdeckte OAC-Evangelist Jim Duffecy eine riesige Zeichentafel. Unter Verwendung einer Negativschrift machte ein Künstler Werbung für eine Eismarke. Duffecy griff diese Idee auf und entwickelte das „Sketchboard Evangelism“, das bis heute ein Markenzeichen von OAC ist.
Im Jahre 1954 entstand in Neuseeland der erste überseeische Missionszweig. Jim Duffecy wurde zum Pionier für die OAC-Arbeit in Nordamerika (erster Zweig 1956) und später der erste internationale Präsident von OAC. Der deutsche Zweig entstand 1963 und war somit der erste in Europa.
Präsident war von 2004 bis 2012 Reverend Robert Siakimotu (Neuseeland), seitdem amtiert Rob George (Australien).